# Leporillus apicalis
La rata nidificante menor (Leporillus apicalis) es una especie extinta de roedor de la familia Muridae. Habitaba el centro de Australia, donde construía nidos con ramas que se acumulaban a lo largo de los años, pudiendo alcanzar un tamaño considerable. El último registro confirmado del animal tuvo lugar en 1933, si bien hay un informe creíble de un avistamiento en 1970. En 2008, la Unión Internacional para la Conservación de la Naturaleza clasificó a la especie como "en peligro crítico", lo que sugería alguna posible supervivencia en áreas remotas de territorio no estudiado; no obstante la categorizó  nuevamente como "extinta" en 2016 (con base en una evaluación del año 2012), reiterando ello en 2024.

## Comportamiento
La rata nidificante menor acumulaba grandes montones de ramas para construir sus nidos, que llegaban a medir hasta tres metros de largo y un metro de alto. Se familiarizaba fácilmente con los humanos, subiéndose en ocasiones a las mesas para coger azúcar. Se sabe que llegó a ser consumida. La última captura de Leporillus apicalis (dos especímenes) fue efectuada por Norman Tindale el 18 de julio de 1933 cerca del monte Crombie, al sur de la cordillera Musgrave. Norman registró en su film en blanco y negro "Mann Ranges 1933" la quema de los nidos y la consecuente huida de las ratas nidificantes de estos últimos. Los ejemplares se conservan en el Museo de Australia del Sur. El declive de Leporillus apicalis pudo haber sido ocasionado por la competencia con el ganado vacuno y ovino. La reducción de las fuentes de alimento disponibles también hizo que la especie fuese más vulnerable a depredadores como los búhos. Existe la posibilidad de que una rata nidificante menor fuera vista en una cueva de Australia Occidental en 1970. 
Gerard Krefft escribió en 1862 que encontró a Leporillus apicalis en Euston, Bourke y en ambos lados de los ríos Murray y Darling. Podía colectar hasta 15 individuos de un solo árbol y mantener a un gran número de ellos en cautiverio. Eran lo suficientemente mansos como para que cualquiera que escapara regresara a reunirse con él para la cena, "y se sirvieran, damper especialmente". En una nota similar, también dejó constancia de que ellos mismos tenían "carne blanca, tierna y de buen sabor". Krefft intentó mantener ratas de nido de palo menores en una caja con ratas nidificantes mayores, percatándose sin embargo que sostenían peleas y que las primeras siempre salían victoriosas.

## Evaluación del estado de conservación
En 2008, la UICN actualizó el estado de conservación de la rata nidificante menor, pasando de "extinta" (como estuvo en las evaluaciones de 1982-1996) a "en peligro crítico (posiblemente extinta)", debido a la posibilidad (si bien mínima) de que pudiera existir una población reducida en tierras remotas del interior de Australia, ello sobre la base del registro confiable de 1970, de los informes ocasionales, de los reportes de continua vegetación fresca agregada a viejos nidos, y del hecho de que gran parte del área de distribución de la especie se encuentra en partes remotas del centro de Australia que aún no han sido completamente exploradas. Empero, Leporillus apicalis fue nuevamente considerada como "extinta" en las evaluaciones de 2016 y 2024.